# 台湾藜
台湾藜（学名：Chenopodium formosanum），又名紅藜，为莧科藜亚科藜属的植物，是台湾特有物种，并被台灣原住民驯化为栽培植物。其為一年生草本植物，生長強健、耐旱性佳。该物种的模式产地在今台东县金峰乡新兴村（原名近黄村）。

## 文化
台湾藜是台灣原住民的傳統作物，布農語稱為mukun，排灣語稱為djulis或tjulis，卑南語稱為duli，魯凱語稱為baae或ba'e，阿美語稱為kowal。
根據原住民習俗：紅藜可以製成花環，在喜慶日子讓女生穿戴。紅藜也含天然皂素，種在小米旁可保護小米，免被蟲鳥啄食。

## 用途
在台灣，紅藜為原住民傳統的糧食作物，多與稻米、糯米或芋頭共煮，成為粽子、竹筒飯，或供作釀造小米酒之用。現今紅藜亦被開發烘培和餐飲料理、保健食品等。

## 營養成分
紅藜之蛋白質含量約14%，與小麥相當，故可取代麵食；其膳食纖維高達14%，為燕麥的3倍，地瓜的7倍。礦物質含量方面，含鈣特別豐富，高達2,523 ppm，為稻米的42倍，燕麥的23倍；鐵質與鋅的含量也很高，分為地瓜的11倍與8倍。此外，紅藜也含有重要的硒與鍺元素，並具有全部九種高量人體無法自行合成的必需胺基酸，例如離胺酸（lysine）、纈胺酸和組胺酸等，其離胺酸為稻米的5倍，而離胺酸可幫助鈣質吸收，促進膠原蛋白合成，幫助抗體、荷爾蒙及酵素的製造等。另外含有甜菜紅素（Betacyanins）、甜菜黃素（Betaxanthins）、黃酮類（Flavonoids）等抗氧化物。紅藜也有很高的抗發炎效果。

## 萃取物功效研究
紅藜萃取物能抑制初期醣化蛋白形成，從源頭阻斷膠原老化，此外也能抑制最終醣化蛋白形成，保護並維持肌底膠原機能。紅藜萃取物為一種創新型的美容抗老食品原料，主要功效為促進肌膚膠原蛋白增生且可抗膠原醣化，延緩肌膚老化，預防皺紋產生。經人體臨床試驗證實，在連續使用28天後，肌膚膠原蛋白可增加19.6%、肌膚含水量上升11.4%。

## 擴展閱讀
- 維基物種上的相關：台湾藜
- 维基共享资源上的相關多媒體資源：台湾藜